# Umlenkung (Wasserbau)
Unter einer Umlenkung im Wasserbau versteht man die Umleitung des Fließgewässers. Dies geschieht einerseits, um Hoch- und Tiefbauarbeiten nach einer Drainage des eigentlichen Baubereichs ermöglichen zu können, da die Trockenlegung für gewisse Bauarbeiten notwendig ist, andererseits zur Vermeidung von Sedimentation oberhalb des Absperrbauwerks.

## Durchführung einer Umlenkungsmaßnahme
Auf beiden Seiten des Fließgewässers werden sogenannte Umlenkstollen durch eine Tunnelbohrmaschine getrieben, oder in die Talflanken gesprengt. Dies muss so angelegt sein, dass auf etwa einen Kilometer Länge das Wasser um den eigentlichen Baugrund herumgelenkt wird. In der Regel erfolgt dies unterhalb des eigentlichen Flussniveaus beginnend.
Solche Arbeiten wurden zum Beispiel am Hoover Dam durchgeführt, damit das Fundament für die Staumauer gegossen werden konnte. Genauso traf es auch bei Bau und Errichtung des Drei-Schluchten-Damms oder der Okertalsperre zu, aber auch bei Aushubarbeiten mit einem Schwimmbagger kann die Umlenkung eines Flusses durch einen anderen Seitenarm sinnvoll sein, auch um ausgewiesene Feuchtbiotope effektiver zu schützen.

## Anderweitige Umlenkung
Eine weitere Bedeutung des Begriffes kommt der Umlenkung zu, in welcher die Schifffahrt von Fließgewässern (Flüsse) auf andere Wasserstraßen (Kanäle) umgeleitet werden und in welcher Flüsse begradigt und kanalisiert werden. In Limburg an der Lahn gibt es einen Wassertunnel, welcher Paddelboote und Boote an der dortigen Staustufe vorbeiführt. Ein sogenannter Wassertunnel kann auch zur Umleitung von Sedimente und Sedimentgesteine an Talsperren Einsatz finden, oder ein unterirdischer Kanal.